# Sing for You (bài hát)
"Sing for You" là một đĩa đơn được thu âm bởi nhóm nhạc nam Hàn Quốc EXO cho EP thứ tư Sing for You. Nó được phát hành bằng cả tiếng Hàn và Tiếng Trung vào ngày 10 tháng 12 năm 2015.

## Bối cảnh và phát hành
Được sản xuất bởi Kenzie, "Sing for You" đã được mô tả như là một "bản ballad êm dịu, acoustic". Teaser video âm nhạc được phát hành vào ngày 8 tháng 11. Đĩa đơn, EP và các video âm nhạc liên quan đã được phát hành vào ngày 10 tháng 12.

## Video âm nhạc
Các video âm nhạc tiếng Hàn và tiếng Trung cho "Sing for You" được phát hành vào ngày 10 tháng 12 năm 2015.

## Quảng bá
EXO bắt đầu biểu diễn "Sing for You" trên các chương trình âm nhạc Hàn Quốc vào ngày 12 tháng 12 năm 2015.
"Sing for You" đạt vị trí thứ ba trên Gaon Digital Chart.

## Bảng xếp hạng
| Bảng xếp hạng (2016)        | Thứ hạng cao nhất |
| --------------------------- | ----------------- |
| South Korean singles (Gaon) | 3                 |
| Chinese Singles (Billboard) | 4                 |

| Bảng xếp hạng (2016)        | Thứ hạng cao nhất |
| --------------------------- | ----------------- |
| South Korean singles (Gaon) | 10                |

## Doanh số
| Lãnh thổ        | Doanh số |
| --------------- | -------- |
| Hàn Quốc (Gaon) | 710.424  |

## Giải thưởng

### Giải thưởng chương trình âm nhạc
| Chương trình     | Ngày                      |
| ---------------- | ------------------------- |
| Music Bank (KBS) | Ngày 18 tháng 12 năm 2015 |
| Music Bank (KBS) | Ngày 25 tháng 12 năm 2015 |
| Music Bank (KBS) | Ngày 1 tháng 1 năm 2016   |